# Jam, Iran
Jam (persiska: جم, جامِ جَم) är en ort i Iran.   Den ligger i provinsen Bushehr, i den södra delen av landet, 900 km söder om huvudstaden Teheran. Jam ligger 637 meter över havet och antalet invånare är 16 313.
Terrängen runt Jam är huvudsakligen kuperad, men den allra närmaste omgivningen är platt.Runt Jam är det ganska glesbefolkat, med 31 invånare per kvadratkilometer. Jam är det största samhället i trakten. Omgivningarna runt Jam är i huvudsak ett öppet busklandskap.